# Sassia
Sassia est une commune rurale située dans le département de Ténado de la province de Sanguié dans la région Centre-Ouest au Burkina Faso.

## Géographie
Sassia se trouve à environ 15 km au sud-est de Ténado et à 20 km au sud-ouest de Koudougou. La commune est traversée par la ligne de chemin de fer reliant Abidjan à Ouagadougou sans posséder cependant de gare ou d'arrêt.

## Démographie
| 2003 | 2006 | 2012 |
| ---- | ---- | ---- |
| 874  | 792  | -    |

En 2006, sur les 792 habitants du village – regroupés en 122 ménages – 54,67 % étaient des femmes, près 40 % avaient moins de 14 ans, 45 % entre 15 et 64 ans et environ 8 % plus de 65 ans.

## Santé et éducation
Le centre de soins le plus proche de Sassia est le centre de santé et de promotion sociale (CSPS) de Doudou tandis que le centre médical avec antenne chirurgicale (CMA) se trouve à Réo et le centre hospitalier régional (CHR) à Koudougou.